# Iris xiphium
Iris xiphium là một loài thực vật có hoa trong họ Diên vĩ. Loài này được Carl von Linné miêu tả khoa học đầu tiên năm 1753.